# Clara Sans Garde
Clara Sans Garde (Barcelona, 24 d'abril de 1996) és una actriu, ballarina i model espanyola.

## Trajectòria
Des de petita va començar amb classes de ballet, des dels 5 anys, i poc després va començar amb la interpretació. Va començar la seva formació com a actriu després de doblegar publicitat per a televisió.
Es va formar a Barcelona en escoles com Eolia i Set d’Acció i va completar la seva formació en l'Estudi Nancy Tuñón i Jordi Oliver on es va graduar en 2019. Posteriorment s'ha format en cursos i seminaris amb professionals com Alex Rigola, Oriol Vila, Raquel Salvadó, Lucas Condró o Lali Ayguadé. En dansa té l'especialització en clàssic, contemporània i flamenca. Després de l'acadèmia, va començar a investigar les possibilitats del teatre.
El 2016 va participar en Solo secuencias, una sèrie entre el thriller psicològic i el terror en què s'experimentava amb la improvisació i unes premisses bàsiques que el director, Chico Moreira murmurava als actors i actrius a cau d'orella abans de començar a gravar.
En 2021 és una de les actrius del videoclip de Rigoberta Bandini sobre la cançó Perra, dirigit per Irene Moray i Elena Martín.
És especialment coneguda pel seu treball en la sèrie Cardo (2021), el seu primer treball en el món audiovisual. La primera temporada va ser guardonada amb dos premis Feroz. Després de Card va ser contractada per una agència de models.
També continua la seva incursió en el teatre i en 2022 participa en la nova versió de l'obra la farsa infantil  La cabeza del dragón de Valle Inclán del Centre Dramàtic Nacional, dirigida per Lucía Miranda al Teatro María Guerrero.
En 2023 s'han estrenat diverses sèries en les quals ha participat: Vestidas de azul, Mía es la venganza a més de la pel·lícula El fantástico caso del Golem dirigida per Juan González i Nando Martínez. També ha participat en la segona temporada de Cardo.

## Filmografia

### Sèries
| Anys       | Títol              | Personatge              | Cadena               | Notes        |
| ---------- | ------------------ | ----------------------- | -------------------- | ------------ |
| 2021; 2023 | Vestidas de azul   | Begoña "Bego" Guirao    | Atresplayer          | 8 episodis   |
| 2023       | Mía es la venganza | Candela Salmerón Rubio  | Telecinco / Divinity | 110 episodis |
| 2024       | Vestidas de azul   | Pili                    | Atresplayer          | 1 episodi    |
| 2024       | Celeste            | Daniela "Dani" Vilariño | Movistar Plus+       | 5 episodis   |
| 2024       | Mamen Mayo         | Clara Codina            | SkyShowtime          | 8 episodis   |

### Cinema
| Any  | Títol                        | Personatge |  |
| ---- | ---------------------------- | ---------- |  |
| 2016 | Solo Secuencias              |            |  |
| 2023 | El fantástico caso del Golem | Silvia     |  |
| 2025 | El Talento                   |            |  |

### Curtmetratges
- La herida luminosa (2022). Dir.: Christian Avilés.
- Rubio cobrizo (2023). Dir.: Pablo Quijano.
- He robado tus cenizas (2023). Dir.: Felipe Olaya M.

### Videoclips
- Perra (2021) - Rigoberta Bandini.
- Te veo (2022) - Borque.

## Teatre
- La cabeza del dragón, (2022) dirigida per Lucía Miranda
- Cacophony de Molly Taylor (2024), dirigida per Anna Serrano